# Villanueva de las Manzanas
Villanueva de las Manzanas település Spanyolországban, León tartományban. Lakosainak száma 502 fő (2024).

## Földrajza
Villanueva de las Manzanas Vega de Infanzones, Villaturiel, Mansilla Mayor, Mansilla de las Mulas, Santas Martas, Corbillos de los Oteros, Cabreros del Río és Campo de Villavidel községekkel határos.

## Népesség
A település lakosságának változását az alábbi diagram mutatja:
| Lakosok száma | 582  | 558  | 570  | 551  | 522  | 506  | 501  | 488  | 499  | 502  |
|               | 2001 | 2004 | 2007 | 2009 | 2012 | 2014 | 2017 | 2019 | 2022 | 2024 |